# ポプスキー私兵団
ポプスキー私兵団(Popski's Private Army)は、イギリス陸軍が第二次世界大戦中に編成した特殊部隊である。正式な名称は第1爆破戦隊「PPA」(No. 1 Demolition Squadron, PPA)。1942年、ウラジーミル・ペニアコフ少佐（後に中佐）が、カイロにて設立した。ポプスキー私兵団はリビア砂漠での活動を目的とした襲撃部隊の1つで、後にはイタリア戦線でもいくつかの作戦に参加した。第二次世界大戦終結後の1945年9月に解散した。

## 概要
1942年10月、ペニアコフ少佐はカイロにてポプスキー私兵団を設立する。同部隊はジョン・ハケット中佐の提案もあり、1942年12月10日より第8軍付特殊部隊としての運用が始まった。正式な名称は第1爆破戦隊「PPA」で、その任務はエルヴィン・ロンメル元帥率いるドイツアフリカ軍団(DAK)の補給線を攻撃してこれを阻害する事と、エル・アラメインにおけるバーナード・モントゴメリー将軍の攻撃作戦を援護することであった。
ポプスキー私兵団は、長距離砂漠挺身隊(LRDG)と特殊空挺部隊(SAS)に次いで設立された3つ目の不正規襲撃部隊である。いずれの部隊も北アフリカ戦線における偵察や情報活動に従事していたが、このうちポプスキー私兵団は最も小規模であった。またペニアコフ少佐はかつてLRDFの元で行なった諜報活動と襲撃に関して戦功十字章(Military Cross, MC)を受章している。彼はリビア・アラブ軍コマンド隊を率いて、3ヶ月間も敵後方に潜伏し燃料補給線の襲撃を続けたのである。
「ポプスキー」(Popski)という名前は、当時『デイリー・ミラー』紙に連載されていた漫画の登場人物から取られた。部隊の編成時、LRDGの情報将校ビル・ケネディ・ショウ大尉は「ペニアコフ」(Peniakoff)という名前がコールサインとして使いづらいと指摘した。しかしペニアコフは中々コールサインを決められず、やがて痺れを切らしたハケットが彼の元へ乗り込み、次のように怒鳴ったのである。
「早く名前を決めろ、さもなけりゃポプスキーの私兵団と呼んでやる。」(You had better find a name quick or we shall call you Popski’s Private Army)
ところがペニアコフは「それにしよう」(I’ll take it)と応じ、以後ポプスキーは彼自身の渾名としても使われるようになった。

## 歴史

### 編成までの経緯
ウラジーミル・ペニアコフは、1897年のベルギーにてロシア系ユダヤ人の両親のもとに生まれた。ベルギーで初等教育を終えた後、イギリス・ケンブリッジ大学セント・ジョンズ・カレッジに進学したが、そこでバートランド・ラッセルに影響され熱狂的なイギリスの支持者となった。1918年、第一次世界大戦の勃発を受けてフランス軍の砲兵として招集されたが、わずか12ヶ月後には傷病兵として送還された。
戦後、ペニアコフはグルノーブルにて機械技師の資格を取得する。彼は父親の化学工場で働いていたが、1924年にはエジプトに移り砂糖精製所を創業した。その後の15年間、彼はアルプス山脈に登ったり、軽飛行機の操縦資格を得て中東方面を飛行するなど様々に余暇を満喫した。また砂漠の探検にも乗り出し、多くのアラブ部族と出会い、その歴史や地理について学んだという。その後、王立地理学会の研究員となった後、結婚して2人の娘をもうけた。
第二次世界大戦が勃発した時、ペニアコフはイギリス空軍およびイギリス海軍に志願しているが拒否されている。イギリス陸軍もまた消極的だったものの、この「中年で太り気味で頑固な中年のベルギー人」からの強い志願に折れる形で彼を採用した。その後、彼はリビア・アラブ軍(Libyan Arab Force, LAF)に駐屯地付アラビア語通訳官として派遣されたもののこの職に満足せず、リビア・アラブ軍コマンド(Libyan Arab Force Commando, LAFC)なる部隊をほぼ独断で設立した。LAFCはイギリス人およびリビア人の将兵によって構成され、キレナイカのアフダル山地を中心に活動した。
1942年半ば、留守中にLAFCが解散された事を知ったペニアコフはカイロに戻ったが、LAFCの作戦を引き継いだLRDGから襲撃作戦への参加を打診された。LRDG隊員として従軍中、イタリア軍からの狙撃を受けて左手の小指を失うが、MCを受章している。その後、彼はポプスキー私兵団の編成に着手したのである。総兵力は士官・兵下士官あわせてわずか23名で、当時の英陸軍の独立部隊のうち最も小規模だった。創設時の将校はペニアコフ、ロバート・パーク・ヤニー(Robert Park Yunnie)、ジーン・カネリー(Jean Caneri)の3名のみで、彼らはLAF勤務時に知り合った友人同士だった。

### 北アフリカ戦線

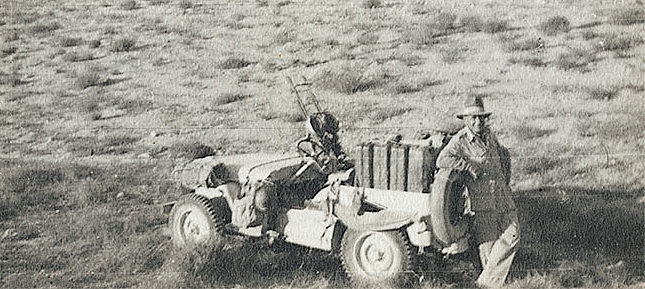
襲撃用ジープとペニアコフ。バルカ襲撃作戦にて

しかしポプスキー私兵団が本格的に活動し始める前に、北アフリカに展開した枢軸軍の大部分は連合軍により駆逐されていた。マレス・ラインに対する攻勢が始まると、ポプスキー私兵団はLRDGと共同して山岳部・峡谷の捜索任務に従事し、モントゴメリー将軍率いる英第8軍の西進を援護した。ポプスキー私兵団は1943年のチュニジアにて東進していた英第1軍および米第2軍団と合流した最初の英第8軍部隊となった。またカセリーヌ峠の戦いが始まるとポプスキー私兵団は偵察および襲撃任務を果たすべく頻繁に投入されるようになり、その際に600名のイタリア兵を捕虜にするという戦果もあげている。
1943年夏、ポプスキー私兵団はアルジェリアおよびチュニジアに配置され、イタリア派遣に向けてLRDG、SAS、コマンドス、王立装甲軍団などからの新規隊員募集を行い、その結果として戦力は35名まで拡大され、さらに2個戦闘偵察隊と小規模な司令部(HQ)が新たに編成された。一時期、第1空挺師団のグライダーを利用し、ジープを装備したポプスキー私兵団をシシリーの前線後方に降下させることが検討されていたが、実行直前になって撤回された。

### イタリア戦線
1943年9月、ポプスキー私兵団の先遣班がターラント及び内陸部の事前偵察に派遣される。この偵察によりペニアコフは第1空挺師団と相対する事になると想定されていたドイツ第1降下猟兵師団の弱点を発見した。その後、ポプスキー私兵団はその規模を士官・兵下士官あわせて80名まで拡大する事が認められたが、実際にはイタリア戦線従軍中に100名程度まで拡大していたとされる。
ポプスキー私兵団のユニークな点として、隊員が比較的低階級の将兵で占められていた事が挙げられる。士官も例外ではなく、ペニアコフら創設メンバーの3名を除けば、所属した士官は最高でも中尉であった。彼らには任務を果たす事だけが求められ、士官も下士官兵も共に生活した。他部隊に比べると規律も甘く、上官に対する欠礼なども日常茶飯事だった。ポプスキー私兵団で唯一定められていた処分内容は「原隊への即時復帰」であった。
ポプスキー私兵団は戦闘哨戒班（18人＋ジープ6台）3つと戦術司令部（司令部要員＋ジープ4台）から構成され、非常に大きな自主性が認められていた。隊員は水陸両用戦、山岳戦、落下傘降下、爆破、爆破対処、偵察、諜報活動など様々な特殊任務の為の訓練を積んでいた。
ポプスキー私兵団はその特殊性を活かし、各地で秘密裏に、長ければ数ヶ月間にわたり最前線に展開していた。ノルマンディ上陸作戦の展開に伴い連合軍の戦力が疲弊し始めると、ポプスキー私兵団は武装ジープを用いてドイツ軍への襲撃を繰り返すなどして、ドイツ側指導部に「大規模な連合軍部隊が展開している」と思い込ませようと試みた。
いくつかの作戦では、DUKW水陸両用車やRCL艇（このRCL艇は7人の陸軍工兵により運用されており、「ポプスキー私海軍」(Popski’s Private Navy)と通称されていた）を用い、イギリス海軍沿岸軍による援護の元でアドリア海を渡り、ドイツ軍の戦線後方への潜入を行っている。
1944年末から1944年初頭にかけての冬季、ポプスキー私兵団は各戦線において正規軍の露払いを務めた。敵地に浸透した彼らは、連合軍航空部隊に対する爆撃目標の指定、ドイツ軍部隊に対する側面奇襲攻撃、捕虜の確保及び装備の鹵獲などを行い、キオッジャではドイツ軍守備隊を降伏させている。
こうした特殊任務に従事する際、ポプスキー私兵団はしばしばLRDG、SAS、SOE第1特殊部隊、OSSなどの諜報組織及び特殊部隊と協同した。移動に伴い、彼らはロシア人、独伊軍捕虜、王党派系ないし共産党系のパルチザンなど、多くの雑多な人材を部隊に加えていった。
1944年11月、ポプスキー私兵団は英陸軍の第27ランサーズ連隊およびイタリー・パルチザンの第28ガリバルディ旅団(28th Garibaldi Brigade)と共同し、ラヴェンナを解放した。ペニアコフはドイツ軍が発射した小銃擲弾の炸裂により左手を失ったが、この戦功から彼はDSOを受章している。

### 戦後
以後、逃亡中だった親衛隊長官ハインリヒ・ヒムラーの捜索やイタリー・パルチザンの武装解除、オーストリア及びイタリアに進出していたチトー・パルチザンの退去などを行った後、1945年9月14日に解散が宣言された。
この段階で、ポプスキー私兵団からはDSO受章者が1名、DCM受章者が1名、MC受章者が6名、MM受章者が10名、MD受章者が14名出ており、さらに英国王ジョージ6世は部隊に対して個人感状を授与している。

## 関連書籍
ペニアコフを含む元隊員による著書。改題の変遷も示す。
ウラジーミル・ペニアコフ中佐 DSO MC - 部隊長（Lieutenant-Colonel Vladimir Peniakoff DSO MC）
- Peniakoff, Vladimir (1950). Private Army. Jonathan Cape

--- Private Army. Jonathan Cape. 2nd Edition, foreword by General Sir John Hackett, minor revisions, 1951.
--- Popski's Private Army. Cassell Military Paperbacks, 2004. ISBN 0-304-36143-7.
スウェーデン語版（1951年）、ドイツ語版（1951年）イタリア語版（1951年）、フランス語版（1953年）、ヘブライ語版（1954年）、スペイン語版（1955年）、セルボ＝クロアチア語版（1957年）などに翻訳された。
ロバート・パーク・ヤニー大尉 MC - ペニアコフの副官、B哨戒班長(Captain Robert Park Yunnie MC, Popski's second in command, leader of "B" patrol)
- Yunnie, Park (1959). Warriors on Wheels. Hutchinson

--- Fighting with Popski's Private Army. Greenhill Books, 2002. ISBN 1-85367-500-8.
ベン・オーウェン伍長 - ヤニー大尉付の銃手(Corporal Ben Owen, Yunnie's gunner)
- Owen, Ben (1993). With Popski's Private Army. Janus Publishing

--- Astrolabe Publishing, 2006. Available from the Friends of Popski's Private Army.
ジョン・ウィレット中佐 - 第8軍情報将校、ペニアコフの友人（Lieutenant-Colonel John Willett, friend of Popski, intelligence officer in 8th Army）
- Willett, John (1954). Popski, a life of Vladimir Peniakoff. MacGibbon and Kee

レス・ホワイト信号兵 - S哨戒班付信号手（Signalman Les White, signaller in "S" Patrol)
- White, Les (2004). From the Workhouse to Vienna. Cassell Military Paperbacks. ISBN 0-304-36143-7

ジョン・キャンベル大尉 - S哨戒班長（Captain John Campbell, leader of "S" Patrol）
- Rayment, Sean (2013). Tales from the Special Forces Club. Collins. ISBN 978-0-00745-253-8